# 中津村 (和歌山県)
中津村（なかつむら）は、和歌山県の中央に位置していた山あいの村である。
2005年（平成17年）5月1日に川辺町、美山村と合併して日高川町となった。

## 地理
和歌山県御坊市の東方、日高川中流域に位置する。平地はほとんどなく、集落は日高川沿いに集中している。日高川は村中央部で犬ヶ丈山の周りを大きく蛇行している。
- 山：矢筈岳、長者ヶ峰、犬ヶ丈山、飯盛山
- 河川：日高川

### 隣接していた自治体
- 和歌山県
  - 日高郡 - 川辺町、美山村、印南町
  - 有田郡 - 広川町、金屋町

## 歴史
古代は紀伊国日高郡清水郷に属した。平安時代中期に52箇村を包摂する広大な川上荘の一部となった。江戸時代に川上荘が廃されて組が成立し、この地域は中山中組となった。1997年（平成9年）春には日高高校中津分校が甲子園に初出場している。

### 沿革
- 1956年（昭和31年）8月1日 - 川中村・船着村が合併して発足。
- 1962年（昭和37年）4月1日 - 大字藤野川が川辺町に編入。
- 2005年（平成17年）5月1日 - 川辺町・美山村と合併して日高川町が発足。同日中津村廃止。

## 経済

### 産業
- 林業（木材、備長炭）
- ホロホロ鳥
- 村おこし事業として中津ファンクラブを設立している
- 老人保養施設

## 地域

### 教育
- 中津村立中津小学校（現・日高川町立中津小学校）
- 中津村立中津中学校（現・日高川町立中津中学校）
- 和歌山県立日高高等学校中津分校

### 県の施設
- 和歌山県養鶏試験場
- 和歌山県警中津村駐在所

## 交通

### 鉄道
村内には鉄道路線は通っていない。JRきのくに線道成寺駅から道路で入る。

### 道路

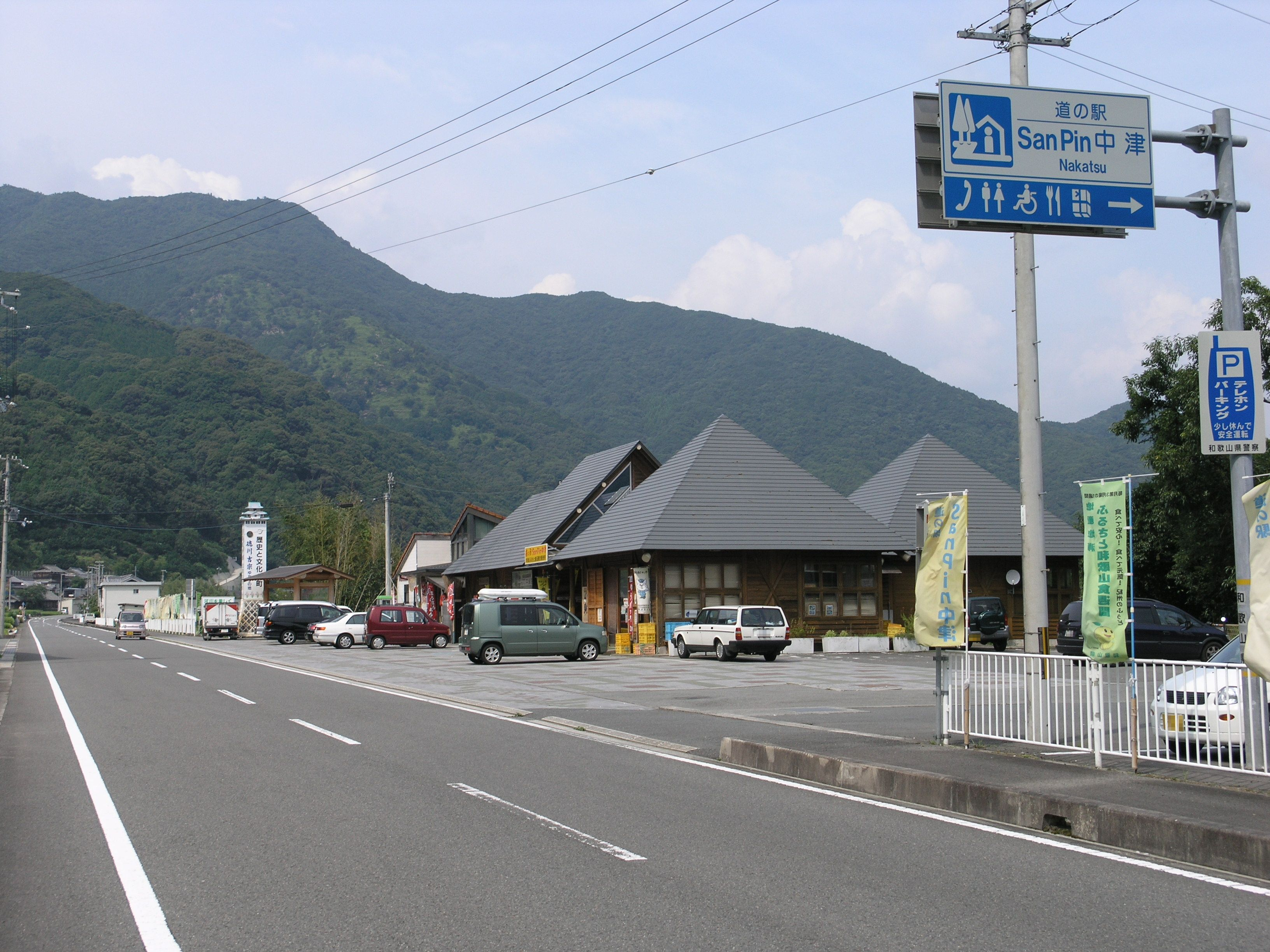
道の駅San Pin 中津

- 県道
  - 和歌山県道25号御坊中津線
  - 和歌山県道26号御坊美山線
  - 和歌山県道193号船津和佐線
  - 和歌山県道196号たかの金屋線
- 道の駅
  - 道の駅San Pin 中津

## 名所・旧跡・観光スポット・祭事・催事
- 中津温泉あやめの湯

## 出身有名人
- 芳澤あやめ（江戸時代の歌舞伎役者）
- 井原西鶴（浮世草子、人形浄瑠璃作者）